# Borovnica (Prozor-Rama, BiH)
Borovnica je naseljeno mjesto u općini Prozor-Rama, Federacija Bosne i Hercegovine, BiH.

## Stanovništvo

### 1991.
Nacionalni sastav stanovništva 1991. godine, bio je sljedeći:
ukupno: 333
- Hrvati - 171
- Muslimani - 161
- ostali, neopredijeljeni i nepoznato - 1

### 2013.
Nacionalni sastav stanovništva 2013. godine, bio je sljedeći:
ukupno: 223
- Hrvati - 128
- Bošnjaci - 95

## Vanjske poveznice
- Satelitska snimka[neaktivna poveznica]